# 이란의 코로나19 범유행
다음은 이란에서의 코로나19 범유행에 관한 설명이다.

## 경과

### 2월
2월 19일, 쿰주의 쿰에서 2명의 감염이 확인되었으며, 얼마후 이란 보건복지부에 의해 전부 사망이 확인되었다.

### 3월
3월 13일, 코로나-19 확진자가 1,289명, 사망자가 514명이 발생하였다.

### 12월
12월 3일, 세계에서 14번째로 누적 확진자가 100만명을 돌파하였다.

## 논란
미국 워싱턴포스트는 위성으로 찍은 사진을 여러장 공개하였다. 촬영한 사진들에는 총 약 90m에 이르는 도랑 두 개가 새로 파인 흔적이 보였다.

## 같이 보기
- 나라별 코로나19 범유행
- 아시아의 코로나19 범유행